# Berardo da Teramo (antivescovo)
Berardo da Teramo (Teramo, ... – L'Aquila, 28 agosto 1391) è stato un vescovo cattolico italiano.

## Biografia
Nato a Teramo e facente parte dell'ordine dei frati predicatori, il 28 giugno 1382 fu nominato vescovo dell'Aquila dall'antipapa Clemente VII, in pieno scisma d'Occidente; fu consacrato il 21 settembre nella cattedrale della città da Ludovico del Carretto, vescovo di Alba, insieme ai co-consacranti Ludovico di Francesco, vescovo di Assisi, e Nicola Scarinci, vescovo di Montefiascone, alla presenza di Luigi III d'Angiò. La sua posizione fu sostenuta dalla potente famiglia aquilana dei Camponeschi e nessuno dei tre vescovi nominati consecutivamente da papa Urbano VI, Clemente Secenari, Oddo e Ludovico Teodonari, riuscì mai veramente a insediarsi in città. Il 28 agosto 1391, durante una sommossa popolare dovuta all'incarcerazione di Giampaolo Camponeschi, Berardo fu ucciso da un ignoto teramano con un colpo di spada e venne seppellito all'interno della cattedrale.

## Genealogia episcopale
La genealogia episcopale è:
- Vescovo Ludovico del Carretto
- Vescovo Berardo da Teramo